# Аарон, Куинтон
Куинтон Аарон (англ. Quinton Aaron; род. 15 августа 1984 года, Бронкс, Нью-Йорк) — американский актёр. Получил известность после исполнения роли Майкла Оэра в фильме «Невидимая сторона».

## Биография
Куинтон Аарон родился 15 августа 1984 года в Бронксе, Нью-Йорк.
Актёрский дебют Куинтона состоялся в 2006 году. В 2008 году он снялся в фильме «Перемотка».
В 2009 году Куинтон сыграл Майкла Оэра в фильме «Невидимая сторона», за что был удостоен высоких оценок кинокритиков и нескольких номинаций на различные премии.
В 2014 году сыграл в фильме «Оставленные».
С 2018 года снимается в телесериале «Боги медицины».

## Избранная фильмография
| Год          |   | Русское название        | Оригинальное название | Роль       |
| ------------ | - | ----------------------- | --------------------- | ---------- |
| 2008         | ф | Перемотка               | Be Kind Rewind        | Кью        |
| 2009         | ф | Невидимая сторона       | The Blind Side        | Майкл Оэр  |
| 2014         | ф | Оставленные             | Left Behind           | Саймон     |
| 2017         | ф | Камень, ножницы, бумага | Rock, Paper, Dead     | Джо        |
| 2018 — н. в. | с | Боги медицины           | Gods of Medicine      | Вик Уилсон |

## Награды и номинации
| Год  | Награда                               | Категория                     | Работа                     | Результат |
| ---- | ------------------------------------- | ----------------------------- | -------------------------- | --------- |
| 2010 | BET Awards                            | Лучший актёр                  | «Невидимая сторона»        | Номинация |
| 2010 | Black Reel Awards                     | Лучший актёр                  | «Невидимая сторона»        | Номинация |
| 2010 | Black Reel Awards                     | Лучший прорыв                 | «Невидимая сторона»        | Номинация |
| 2010 | NAACP Image Award                     | Лучший актёр в игровом фильме | «Невидимая сторона»        | Номинация |
| 2010 | MTV Movie Award                       | Лучший прорыв года            | «Невидимая сторона»        | Номинация |
| 2010 | Teen Choice Awards                    | Choice Movie: Мужской прорыв  | «Невидимая сторона»        | Номинация |
| 2017 | International Christian Film Festival | Лучший актёр                  | «Второе пришествие Христа» | Номинация |